# Сетимо Сан Пјетро
Сетимо Сан Пјетро (итал. Settimo San Pietro) је насеље у Италији у округу Каљари, региону Сардинија.
Према процени из 2011. у насељу је живело 6361 становника. Насеље се налази на надморској висини од 75 м.

## Становништво
Према резултатима пописа становништва 2011. у општини је живело 6.532 становника.
| 1931. | 1936. | 1951. | 1961. | 1971. | 1981. | 1991. | 2001. | 2011. |
| ----- | ----- | ----- | ----- | ----- | ----- | ----- | ----- | ----- |
| 2.143 | 2.208 | 2.740 | 3.285 | 3.583 | 4.792 | 5.524 | 5.949 | 6.532 |